# Mejmand
Mejmand, Meymand (perzsa nyelven: ميمند, Maymand, Meimand és Maimand) egy falu  Iránban, Kerman tartományban, Mejmand vidéki körzetben, Shahr-e Babak megyében. A 2006-os népszámláláskor 671 lakosa volt 181 családban.

## Történelem
Mejmand egy félszáraz terület Irán központi hegyei déli szélén húzódó völgy végén. Egy nagyon ősi falu, amely Iránban, Kerman tartományban, Shahr-e Babak város közelében található. A falu félig nomád lakói  hegyi legelőkön legeltetik állataikat, s tavasztól őszig ott is élnek átmeneti településeiken. A téli hónapokban pedig a hegyek alatti völgyben, lágy kőzetből (kamar) faragott barlanglakásokban élnek, szokatlan, száraz, sivatagi környezetben.
Mejmandot az iráni fennsík első emberi lakóhelyeinek egyikeként tartják számon, amely 12 000 évvel ezelőtti időre nyúlik vissza. A lakók többsége a 350 kézzel faragott kunyhóban lakik a sziklák között, amelyek közül néhányat már 3000 év óta laktak. Közel 10 000 éves kőfaragások nyomai találhatók a falu környékén, és a közel 6000 éves fazekasságra utaló nyomok igazolják a falu hosszú településtörténetét.
2005-ben Mejmand elnyerte az UNESCO-Görögország Melina Mercouri nemzetközi díját a kulturális tájak megőrzéséért és kezeléséért (kb. 20 000 dollár).
2015. július 4-én a falut felvették az UNESCO Világörökségi listájára.

## Galéria

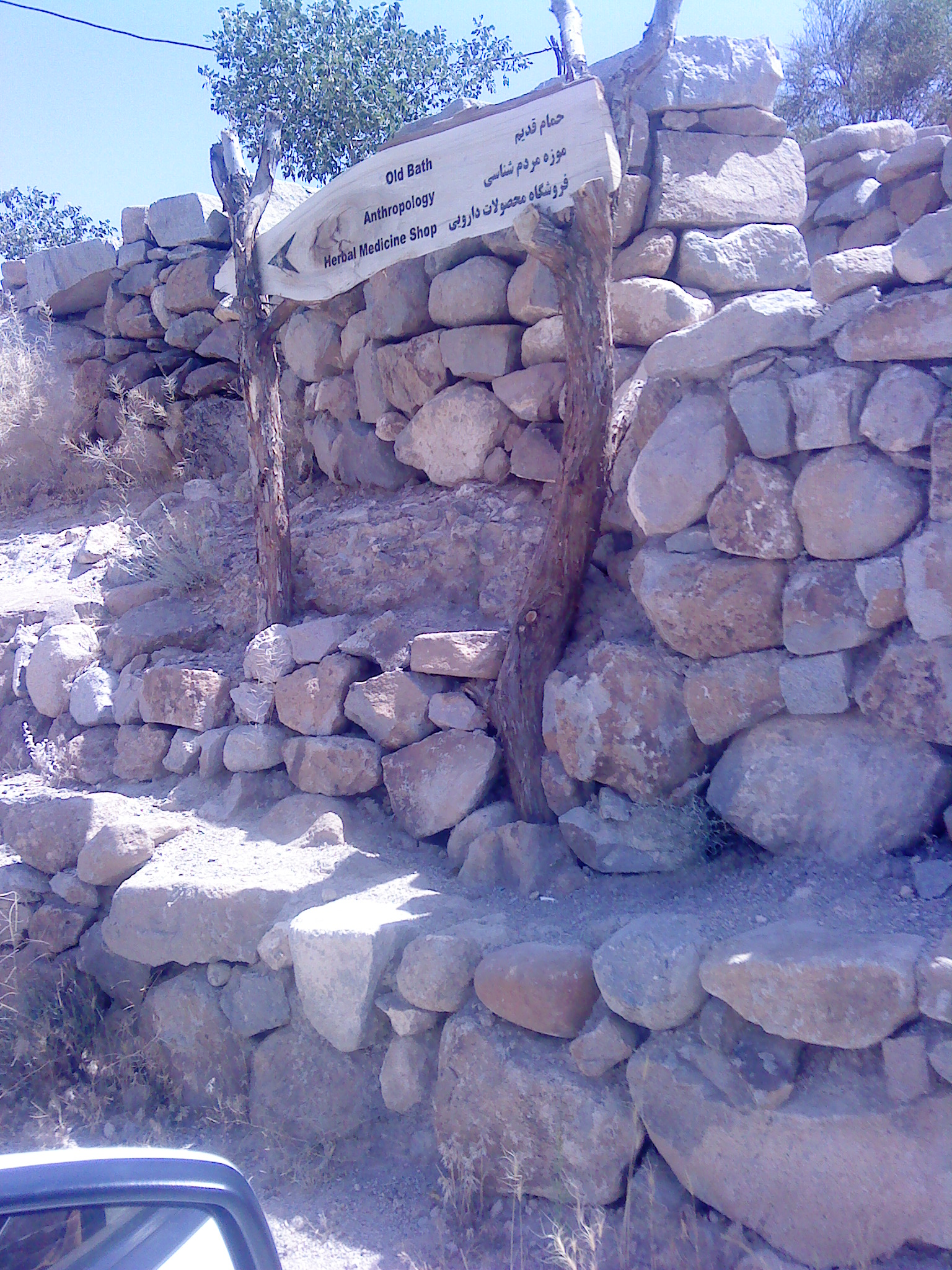
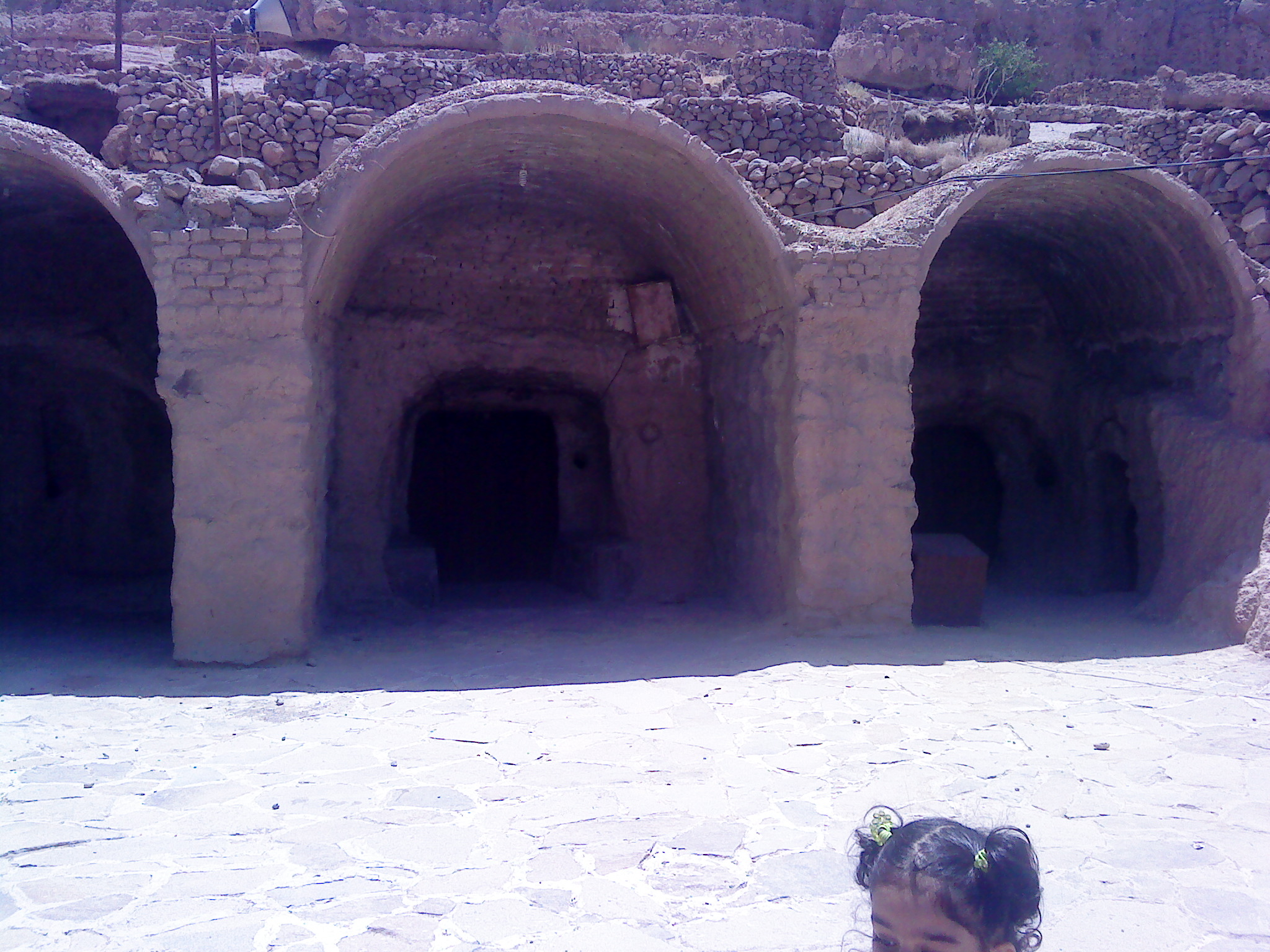
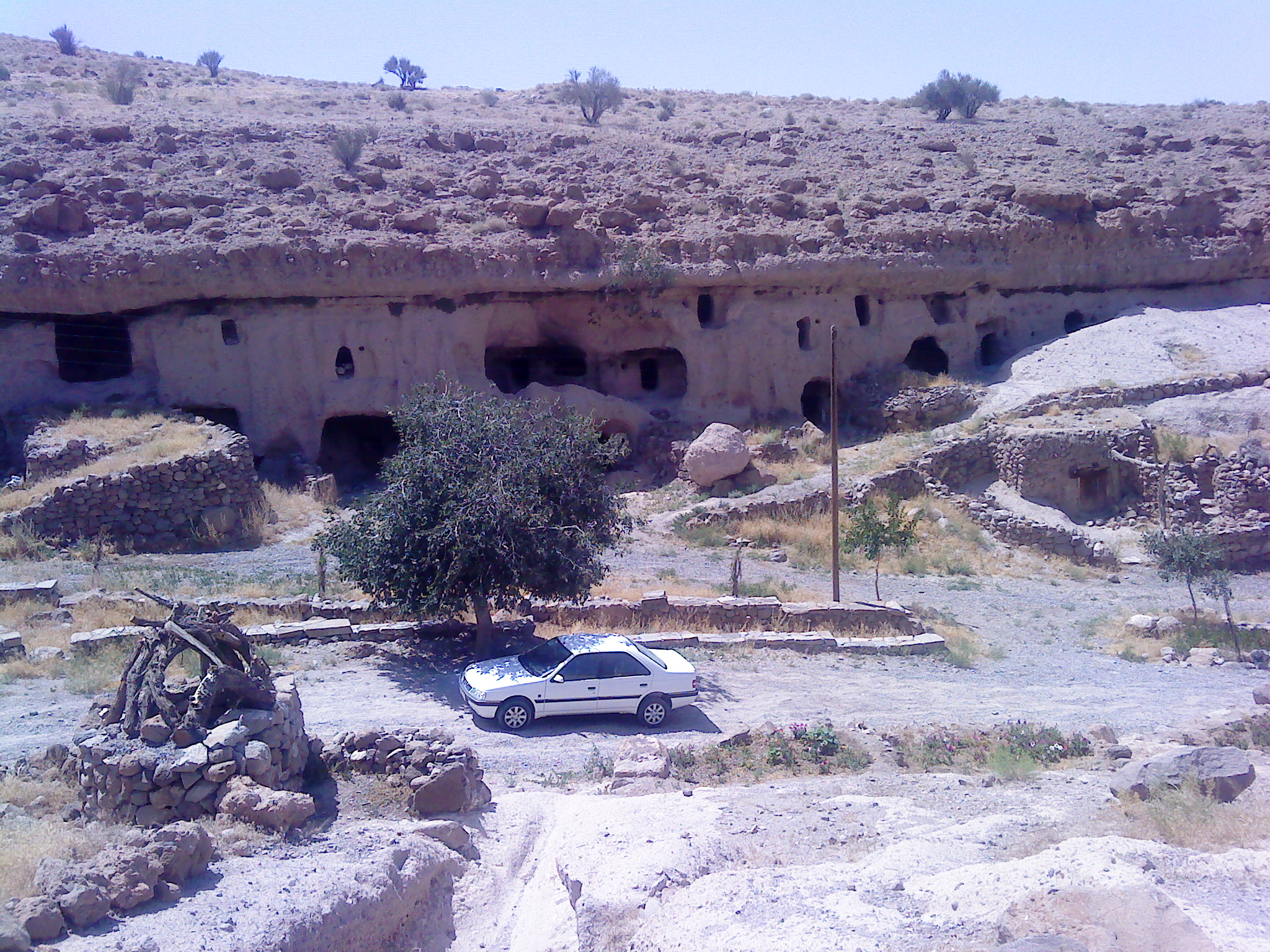